# Зотов Віктор Олександрович
Віктор Зо́тов (26 березня 1963, Маріуполь, Донецька область) — український архітектор, власник і керівник архітектурного бюро Zotov&Co, засновник міжнародної освітньої платформи CANactions з архітектури й урбаністики.

## Життєпис
- 1986 – закінчив архітектурний факультет Харківського будівельного інституту, Україна.
- 1989 – засновник, головний архітектор «Архітектурного ательє», Маріуполь.
- З 2004 року по теперішній час – засновник і головний архітектор архітектурного бюро ZOTOV&CO. Бюро орієнтоване на світову сучасну архітектурну практику та має досвід співпраці з компаніями: BIG, MAXWAN, EM2N, JWA, Transsolar, KS – Ingenieure, Architectural Prescription та іншими.
- З 2008 року по теперішній час – засновник і куратор Міжнародного архітектурного фестивалю CANactions, одного з найбільших щорічних зібрань у Європі, що проводиться щорічно з 2008 року.
- З 2014 року засновник CANactions School — міжнародної освітньої платформи, яка  проподить післядипломні міждисциплінарні освітні програми, тренінги та семінариу сфері  міських досліджень, інтегрованого міського розвитку та стратегічного просторового планування в контексті локальних та глобальних міських викликів.
- 2017 рік – запрошений доповідач у Віденському технічному університеті.
- 2014-2019 рр. запрошений спікер у Києво-Могилянській бізнес-школі, програми MBA.
- Активно залучений у розробку стратегій розвитку українських міст і територій: Івано-Франківська, Краматорська, Миколаєва, Полтави, Львову, Малітополя, Маріуполя, Житомира, стратегій просторового розвитку українських територіальних громад та ін.
- 2019-2020 рр. експерт міжнародної освітньої програми Creating Homes for Tomorrow, присвяченої житловому контексту Амстердама, Цюриха, Гельсінкі та Києва.
- 2024  рік - участь в розробці об’єднаної урбан-візії Mariupol Reborn, присвяченій відновленню зруйнованого Маріуполя.